# Prieuré Saint-Vincent-de-Broussan
Pour les articles homonymes, voir Saint-Vincent et Broussan.
Le prieuré Saint Vincent de Broussan est un prieuré situé sur la commune de Bellegarde dans le département français du Gard en région Occitanie, géré par la Communauté de Communes Beaucaire Terre d'Argence dans le cadre sa compétence « Culture et Patrimoine ».

## Situation
En bordure de la Costière qui s'étend de Saint-Gilles à Beaucaire, non loin du village de Bellegarde, se trouve le site de l'ancien prieuré Saint Vincent de Broussan sur la départementale D38 joignant Saint-Gilles à Beaucaire.
Broussan se compose aujourd'hui de plusieurs constructions disposées autour d'une cour centrale fermée au sud par l'église romane Saint-Vincent (MH). Cet édifice est le vestige principal de l'ancien prieuré.
Le prieuré est situé sur l'un des chemins reliant Saint-Jacques-de-Compostelle, au départ de saint Gilles.i

## Historique
Édifié au milieu du XIe siècle, le choix de l'emplacement du prieuré, connu depuis la Préhistoire, est lié à l'un des chemins de Saint-Jacques-de-Compostelle, au départ de Saint Gilles, et à un environnement favorable de terre, d'eau et de bois.
Les bâtiments initiaux n'ont pas été intégralement conservés.  
Du début du XIVe siècle (avant 1320) à la Révolution française, la seigneurie de Broussan fut une possession de la maison d’Uzès. Guiote de Posquières, fille unique de Raymond-Décan de Posquières, seigneur de Bellegarde et de Broussan épousa en deuxièmes noces Robert I, vicomte d’Uzès, à qui elle apporta en dot les terres de Bellegarde et de Broussan qu’elle tenait de la succession  paternelle. Son troisième fils, Raymond, hérita de Bellegarde et de Broussan par donation de sa mère du 27 mars 1341.
Au cours de  la Révolution française, le duc d’Uzès fut déclaré émigré et ses biens mis sous séquestre en vertu de l’arrêté du 3 juillet 1792. Le 22 juillet 1796 (4 thermidor an IV) le domaine est vendu comme bien national par adjudication de la Nation au citoyen Jean Bruel, négociant à Nîmes. Le 2 août 1796 (15 thermidor an IV), ce dernier cède ses droits au sieur Alexandre Gérard, négociant à Lyon. En raison d'une mauvaise gestion, Alexandre Gérard est contraint de vendre par adjudication  le domaine. Le 22 mars 1806, Jean-Martin Audra, négociant à Versailles et oncle de l’épouse d’Alexandre Gérard le rachète. Après le décès de Jean-Martin Audra, le 22 mai 1808, le domaine se trouvera en indivision durant près de 50 ans. En 5 parts tout d’abord puis 4 parts à partir du 8 février 1812. Le 15 octobre 1816, Adrien-François-Emmanuel de Crussol, fils du duc d’Uzès, rachète la part indivise d’un des quatre héritiers de Jean-Martin Audra. En 1842, après divers arrangements entre les héritiers de Jean-Martin Audra, les propriétaires indivis ne sont plus que deux : Etienne-François Merlat avec les ¾ de l’indivision et le duc d’Uzès avec le quart restant. La comtesse du Prat, fille d’Etienne-François Merlat et le nouveau duc d’Uzès, Armand-Géraud-Victurnien-Jacques-Emmanuel de Crussol, petit-fils du duc d’Uzès de la révolution, s’entendent pour mettre fin à l’état d’indivision. L’acte de partage amiable est daté du 27 mai 1855. Le bas Broussan (300 ha plus 70 ha de marais) revient à la comtesse du Prat, le duc d’Uzès obtient la cabane de Barreau et le haut Broussan. Une délimitation des propriétés par bornage est réalisée et consignée dans un procès-verbal de juillet 1858.
La chapelle, voué à Vincent de Saragosse, saint patron des vigneron, est restée un lieu de culte jusqu'en 1926, rattaché à la paroisse de Bellegarde. La chapelle et les locaux principaux restants sont actuellement[réf. souhaitée] une propriété privée.
Le site est géré depuis 2007 par la communauté de communes Beaucaire Terre d'Argence, qui l'a inscrit dans sa liste de sites d’intérêt communautaire. Celle-ci a restauré le site en 2011 et propose des visites guidées dans le cadre de l'activité de son office de tourisme intercommunal.

### Classement
L'église romane Saint-Vincent a fait l'objet d'un classement au titre des monuments historiques depuis le 11 octobre 1984. Les Parties anciennes des bâtiments (corps de logis au nord-ouest et aile au nord-est de la cour) ont été inscrits au titre des monuments historiques en 1984.

## Architecture
La description la plus ancienne de l’architecture de l’église Saint-Vincent, connue à ce jour, a été faite par l’architecte Henry Révoil en 1873.
En 1854, le propriétaire de l’époque avait confié la restauration de la chapelle pour un retour au culte à l’architecte Henry Révoil, architecte des diocèses d’Aix, Montpellier et Fréjus. Il date cette chapelle, qu’il considère comme une des plus curieuses du diocèse de Nîmes, de la fin du XIe siècle et sa baie du XVIe siècle. 
D’autres études architecturales de cet édifice ont été réalisées par Jean-François Buholzer, Pierre A. Clément et Janine Rainaud.

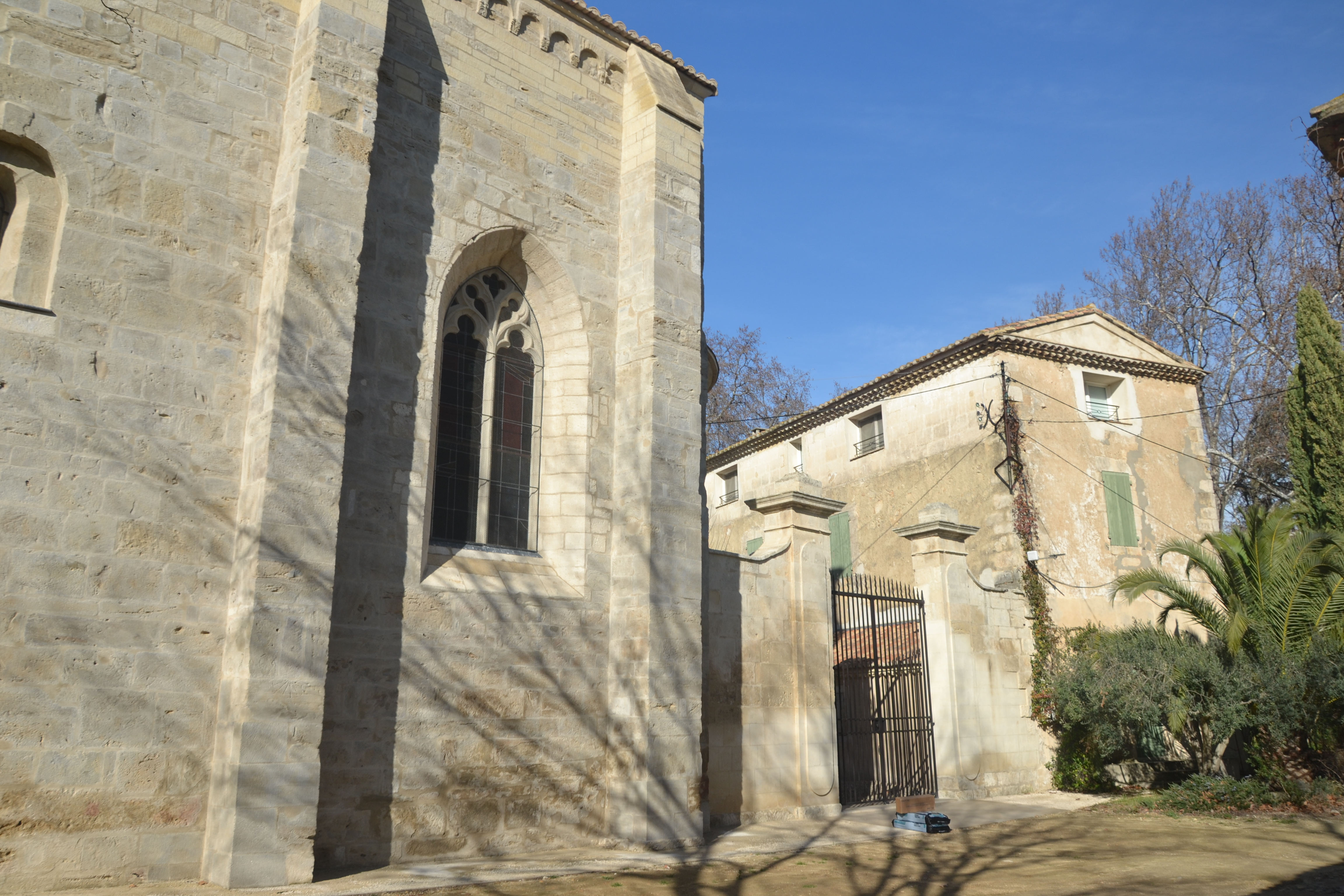
Entrée du prieuré.
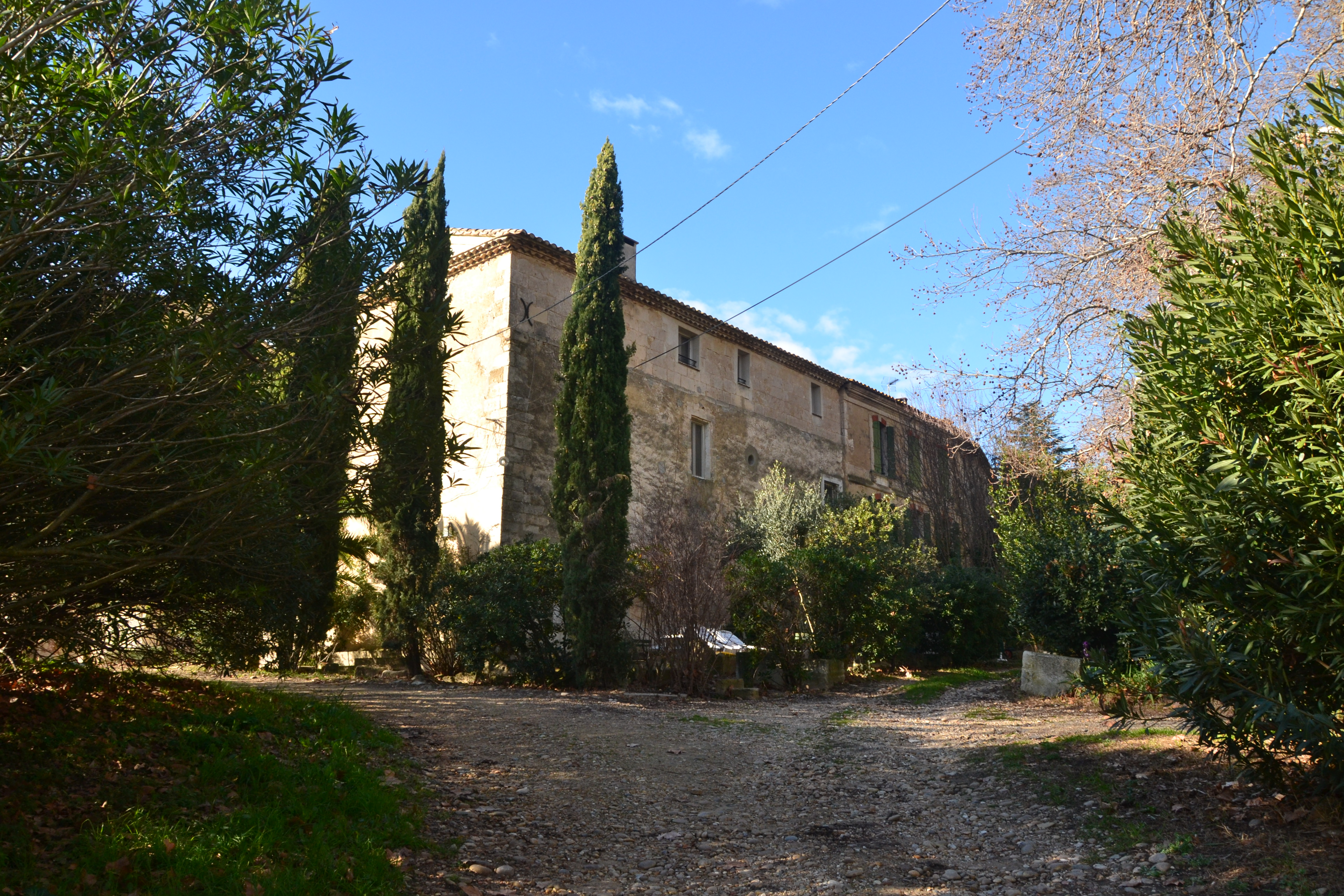
Logis du prieuré.
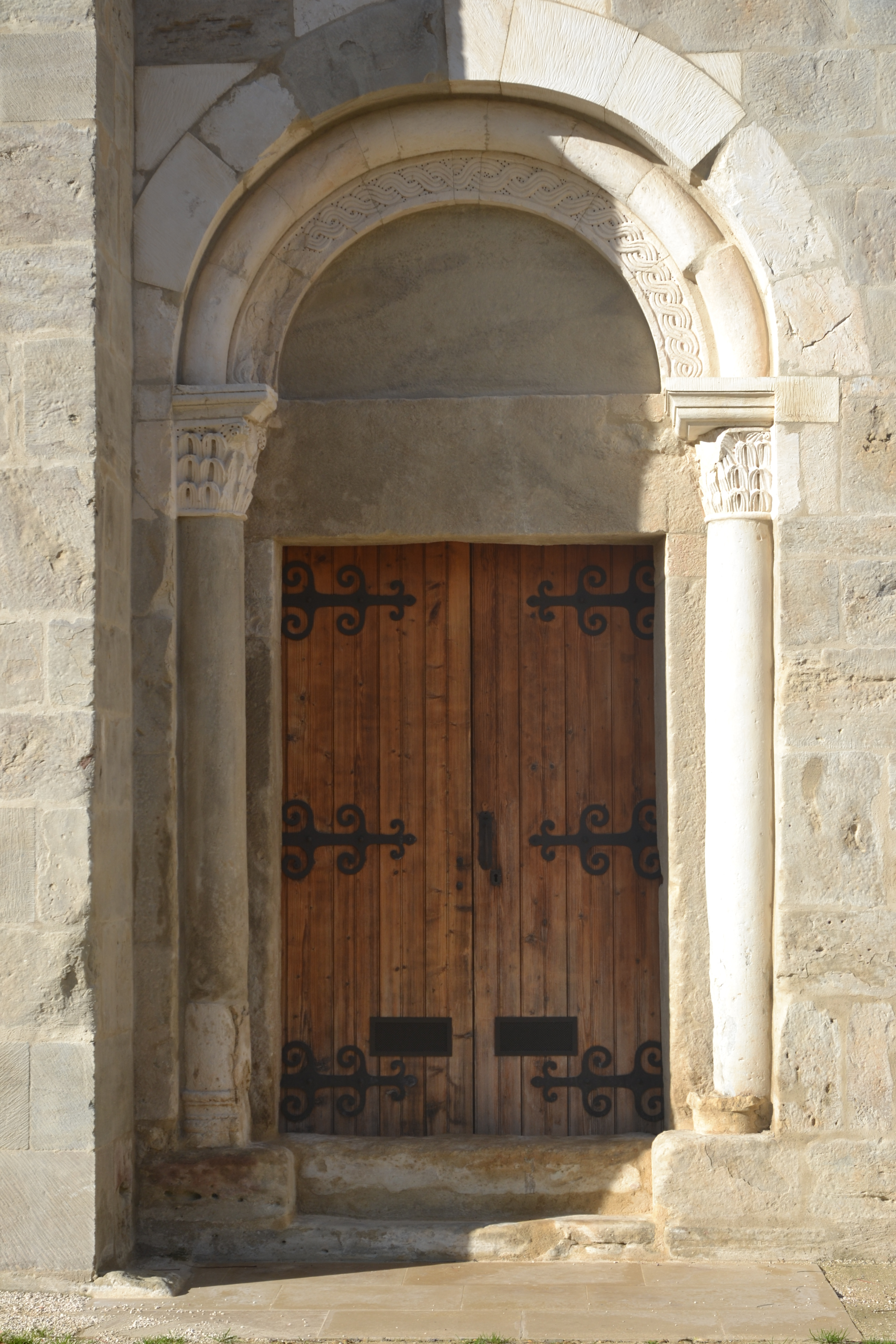
Portail de l'église.